# Brit Volden
Brit Volden (* 4. April 1960) ist eine ehemalige norwegische Orientierungsläuferin. 
Volden gewann bei Weltmeisterschaften insgesamt vier Silbermedaillen, ihre erste als 19-Jährige bei ihrem Weltmeisterschaftsdebüt 1979 im finnischen Tampere, als sie mit Anne Berit Eid und Astrid Carlsson Zweite im Staffellauf hinter der Mannschaft Finnlands wurde. 1981 in der Schweiz wurde sie hinter der Schwedin Annichen Kringstad Vizeweltmeisterin im Einzellauf. Diese Platzierung konnte sie 1985 in Australien wiederholen. Hier blieb sie erneut hinter Kringstad zurück. Erfolgreich verlief ihre Teilnahme bei den Nordischen Meisterschaften 1984 in Norwegen und 1986 auf Åland. Bei beiden Meisterschaften gelang ihr der Doppeltriumph im Einzel und mit der Staffel. Mit der Staffel gewann sie 1988 ihre fünfte Nordische Meisterschaft. Auch bei Weltmeisterschaften konnte Volden 1987 noch einmal Silber mit der Staffel gewinnen, diesmal als Schlussläuferin in einem Team mit Ragnhild Bratberg, Ragnhild Bente Andersen und Ellen Sofie Olsvik.
Brit Volden ist mit dem mehrmaligen Orientierungslauf-Weltmeister Øyvin Thon verheiratet. Sie lief für den Verein Kongsberg IF.

## Platzierungen
| Weltmeisterschaften | Einzel | Staffel |
| ------------------- | ------ | ------- |
| 1979 Tampere        | 10.    | 2.      |
| 1981 Thun           | 2.     | 4.      |
| 1983 Zalaegerszeg   | 4.     | 4.      |
| 1985 Bendigo        | 2.     |         |
| 1987 Gerardmer      | 9.     | 2.      |

| Nordische Meisterschaften | Einzel | Staffel |
| ------------------------- | ------ | ------- |
| 1982 Bornholm             | 4.     | 2.      |
| 1984 Tromsø               | 1.     | 1.      |
| 1986 Saltvik              | 1.     | 1.      |
| 1988 Halmstad             | 3.     | 1.      |

Im Gesamtweltcup wurde sie 1986 Sechste, 1988 hinter ihrer Landsfrau Ragnhild Bratberg bei einem Rückstand von zwei Punkten Zweite.